# Супердержави: Китай, Силіконова долина та Новий світовий порядок
Супердержави: Китай, Силіконова долина та Новий світовий порядок (AI Superpowers: China, Silicon Valley, and the New World Order) — документальна книга випущена 2018 року в Пекіні, автором  Лі Кайфу, один із розробників штучного інтелекту (AI), експерта з Китаю та венчурного капіталіста, що раніше займав керівні посади в Apple, SGI, Microsoft, та Google перед створенням власної компанії, Sinovation Ventures [Архівовано 10 грудня 2018 у Wayback Machine.].

## Огляд книги
У вересні 2018 The New York Times випустила статтю Томаса Фрідмана в якій цитується AI Superpowers та глобальне панування Китаю в штучному інтелекті. За словами Кай-Фу Лі, «Якщо дані є новою нафтою, то Китай — це нова Саудівська Аравія.»

## Відгуки
Сенатор Марк Ворнер рекомендовав Politico внести AI Superpowers в список 50 книг до прочитання.